# Каколанмяки
Ка́коланмяки (фин. Kakolanmäki, швед. Kakolabacken) — один из семи холмов города Турку, расположенный на западном берегу реки Ауры в VIII районе центральной части города.

## История
Первоначально холм назывался Таллимяки (фин. Tallimäki) по расположенным на нём конюшням, принадлежавшим Абоскому замку. С середины XVI века по первому на территории Финляндии деревянному водопроводу в замок поступала питьевая вода из источника, находившегося на холме.
До XVIII века на холме также располагалось кладбище для жителей замка.
В XVII—XVIII веках на холме располагалась психиатрическая лечебница.
В XIX веке холм стал известен строительством на нём комплекса зданий городской тюрьмы, которая в 2007 году была выведена за пределы города Турку. Сами тюремные постройки заплонировано реконструировать под жильё в период 2018—2020 годов.